# Сезон ФК «Дзержинець» (Кременчук) 1938
| «Дзержинець» (Кременчук) у сезоні 1938 | «Дзержинець» (Кременчук) у сезоні 1938 |
| -------------------------------------- | -------------------------------------- |
| Ліга                                   | Кубок СРСР                             |
| Місце в лізі                           |                                        |
| Раунд у Кубку                          | 3 коло                                 |
| Головний тренер                        |                                        |
| Стадіон                                |                                        |
| Найбільше матчів у лізі                |                                        |
| Найкращий бомбардир у лізі             |                                        |

Сезон ФК «Дзержинець» (Кременчук) 1938 року. Футбольний клуб з Кременчука брав участь в турнірі Кубка СРСР з футболу.

## Кубок СРСР
- 16 (одеська) зона, 1 коло.

06.05.1938 — Дзержинець (Кременчук) — Спартак (Тирасполь) 4:0
- 16 (одеська) зона, 2 коло.

12.05.1938 — Дзержинець (Кременчук) — Сільмаш (Кірово) 2:0
- 16 (одеська) зона, 3 коло.

«Харчовик» (Одеса) — Дзержинець (Кременчук) +:-
Через неявку на гру, команді було зараховано поразку.